# Mahakoshal Belt

Übersichtskarte Indiens mit dem Satpuragebirge und dem Vindhyagebirge

Der Mahakoshal Belt ist ein ca. 600 Kilometer (km) und bis zu ca. 40 km breiter ONO-WSW verlaufender orogener Gürtel (Orogenic belt) im zentralen indischen Subkontinent zwischen der Stadt Jabalpur im indischen Bundesstaat Madhya Pradesh und dem Distrikt Palamu im Bundesstaat Jharkhand. Er wird dem nördlichen Bereich der Central India Tectonic Zone zugeordnet.
Entstanden ist er in einem Grabenbruchsystem am südlichen Rand des bis zu als 3500 Jahrmillionen alten archaischen Bundelkhand-Kratons. In ihm entwickelte sich eine vulkanisch-sedimentäre metamorph überprägte Ablagerungssequenz, in die verschiedentlich magmatische Intrusionen eindrangen. Dieser Aufbau kennzeichnet den Mahakoshal Belt als Grünsteingürtel. Die Hauptphase der geodynamischen Prozesse ereigneten sich einem Zeitraum von ca. 2600 bis 1610 mya. Sie werden zeitlich der Entwicklung des Superkontinents Columbia zugeordnet.

## Geomorphologische Situation

Lage und Verlauf des Narmada und Son

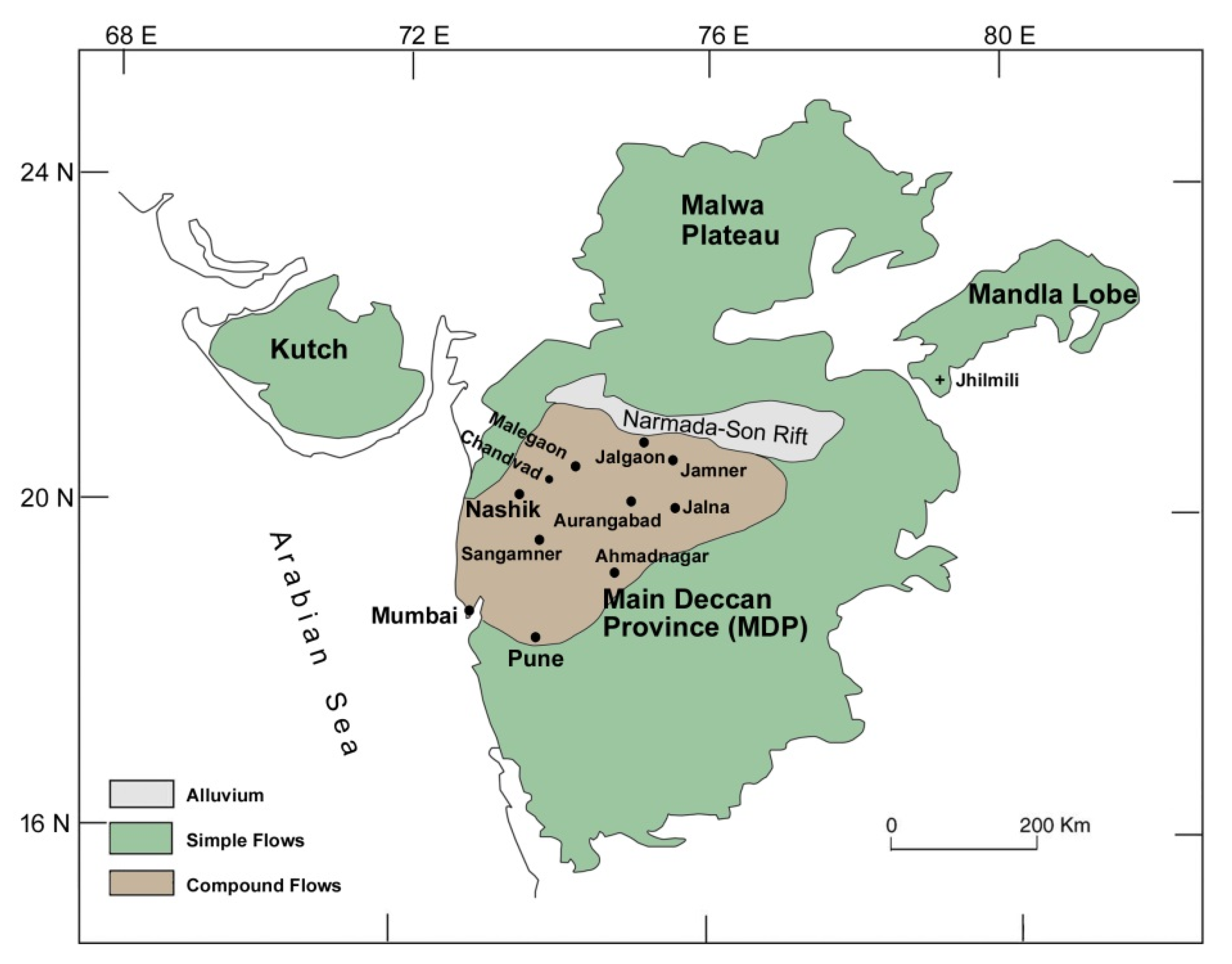
Lage und Ausdehnung des Dekkan-Trapps

geomorphologisch und Geologisch bildet der Mahakoshal Belt einen domförmigen Horst an der nördlichen Flanke des Satpuragebirges (Satpura Range) innerhalb des Narmada-Son Lineaments zwischen der Narmada North Fault (NNF) und der Narmada South Fault (NSF) im Narmada-Tal. Die Narmada North Fault bildet auch die tektonische Grenze zum nördlich liegenden jüngeren Vindhyagebirge mit der Vindhya-Supergruppe. Der nordöstliche Rand hat tektonischen Kontakt mit einem schmalen Streifen des Bundelkhand-Kratons, dem Sidhi Gneissic Complex. Am südöstlichen Rand vom Mahakoshal Belt ist ein Komplex aus kristallinen und sedimentären Gesteinen aufgeschlossen (Dudhi Gneissic Complex). Dieser gilt als Äquivalent zum Chotanagpur Granite Gneiss Complex, der u. a. aus granitischen Orthogneisen, Metasedimenten und Metavulkaniten, jeweils mit unterschiedlichen Zusammensetzungen besteht. Südlich wird der Mahakoshal Belt großflächig von den mächtigen Sedimentablagerungen der Gondwana Supergroup eingegrenzt.
Das Satpuragebirge ist der aufgeschlossene Teil der Central India Tectonic Zone (CITZ). Die CITZ ist die bedeutendste tektonische Zone im indischen Subkontinent und durchzieht ihn mit einer Länge von ca. 2000 km und einer Breite von ca. 400 km in quasi Ostwest-Richtung, beginnend am Arabischen Meer im Westen bis zum Shillong Plateau im Osten. Sie entstand infolge der Kollision des North Indian Block mit dem South Indian Block, auch als Deccan Protokontinent bezeichnet, in einem Zeitraum von 2250 bis 2050 mya. Erstere bestand im Wesentlichen aus dem Bundelkhand-Kraton und dem Aravalli-Kraton, letzterer umfasste den Singhbhum-Kraton, den Bastar-Kraton und den Dharwar-Kraton. Heute ist die CITZ im Westen weitgehend von den magmatischen Schichten des paläozänen Dekkan-Trapps überdeckt. In mittleren Bereichen liegt sie unter paläozoischen bis quartären Sedimenten verborgen.

## Regionale Geologie

Eine mutmaßliche Paläogeographische Situation Columbias

Der Mahakoshal Belt bildete sich in einem Grabenbruchsystem am südlichen Rand des Bundelkhand-Kratons, das vermutlich zwischen 2600 und 2500 mya mit Dehnungen der Lithosphäre und Ausbildung von Verwerfungen entstand. In der weiteren tektonischen Entwicklung traten regional Kompressionen infolge der Kollision der beiden o. g. Kratone zwischen 2250 und 2100 mya auf, gefolgt von einer erneuten Extensionsphase und unterschiedlichen Intrusionen. Diese Abläufe beeinflussten alle geologischen Prozesse des Mahakoshal Belts. Sie werden zeitlich der Entwicklung des Superkontinents Columbia zugeordnet.

### Mahakoshal Group
Der Mahakoshal Belt bildet eine suprakrustale Gesteinsabfolge aus überwiegend felsischen vulkanisch-sedimentären deformierten und metamorph überprägten Gesteinseinheiten. Lithostratigraphisch umfasst der Gürtel die Mahakoshal Group, die sich in mehrere Formationen gliedert. Kissenlaven und viele sedimentäre Gesteine deuten auf ein überwiegend submarines Ablagerungsmilieu hin.
- Die Chitrangi Formation entstand während der frühen Phase der Grabenbruchbildung und bildet antiklinalähnliche längliche bis leicht gekrümmte Strukturen in einem Becken nahe an der Narmada North Fault. Diese Formation ist geprägt von peridotitische Laven, Epidioriten und basaltische Kissenlaven (Pillowlaven). Des Weiteren kommen  kristalline Schiefer und Konglomerate vor. Die Laven enthalten relativ kleine und stark verwitterten ultrabasische bis basischen Vulkanschloten und Dykes mit Karbonatiten, Peridotiten und Serpentiniten. Die magmatischen Gesteine entstammten dem Erdmantel, wobei vermutet wird, dass die frühe Phase der Grabenbruchbildung und die lithosphärische Ausdünnung auf eine Plumetätigkeit zurückzuführen sein könnte.[8] Die Entwicklung der Chitrangi Formation begann mit der Dehnung der Lithosphäre und Ausbildung eines Becken ab 2600 mya.

- Die Agori Formation bildete sich im gleichen Becken wie die Chitrangi Formation und lagert in dessen Synklinalen. Sie setzt sich weitgehend zusammen aus Banded Iron Formationen (BIF), magnetitischen Quarziten und magnetitischen Jasperoiden, die mit vulkanische Aschen und Tuffen assoziiert sind, Marmoren und Dolomitgesteinen mit eingeschalteten kristallinen Schiefern und geringen Anteilen von basaltischen Linsen sowie Konglomeraten. Lokal fossilierten am Rand der Dolomitgesteine verschiedene Typen von Stromatolithen in einem ca. 30 m dicken Horizont. Diese Formation datiert zwischen 2400 und 2250 mya.

- Die Parosi Formation ist die jüngste Gesteinseinheit und lagert in einer ausgedehnten Geosynklinale südöstlich der Chitrangi Formation bzw. der Agori Formation. Sie entstand in einer erneuten Extensionsphase und besteht überwiegend aus tuffförmigen und carbonathaltigen Phylliten, Quarziten und tonschieferartigen Grauwacken. Diese wurden großenteils unter turbiditischen Verhältnissen in submarinen Zonen abgelagert. Des Weiteren kommen Konglomerate mit eingeschalteten Basalten vor. Die Konglomerate sind Produkte von Massenflüssen mit unterschiedlicher Rheologie und bestehen im Wesentlichen aus unsortierten bis sortierten sowie unterschiedlich gradierten Klastika. Dies deutet auf ein Ablagerungsmilieu in einem Flussdelta hin[9].  Entlang von Verwerfungen zwischen Intrusiva und sedimentären Gesteinen stiegen hydrothermalen Lösungen auf, in denen Gold-Lagerstätten entstanden. Bemerkenswerte Aufschlüsse befinden sich in südwestlichen und nordöstlichen Bereichen[10]. Das Alter dieser Formation wird mit 2100 bis 2030 mya angegeben.

### Intrusionen
Syenitische Plutone  mit assoziierten alkalischen Gabbros intrudierten lokal am nördlichen Rand der Chitrangi Formation. Eine Serie aus verschieden zusammengesetzten alkalischen Dykes entwickelte sich am südwestlichen Rand der Agori Formation. Adern und Dykes aus Quarzen sowie quarzhaltige Porphyren drangen weit verbreitet in diese Formationen ein. Die syenitischen und alkalischen Intrusionen haben eine Affinität zu I-Typ-Graniten. Diese entstehen vorwiegend bei Ozean-Kontinent-Kollisionen. Altersangaben reichen von 1860 bis 1750 mya.
Während und nach der tektonischen Phase sowie nach dem Ende der Sedimentationen setzten bei fortschreitender Absenkung des Grabenbruchsystems erneut intrusive Aktivitäten ein. Granitische Plutone entstanden an den Rändern der Agori Formation und der Parosi Formation. Es wird vermutet, dass deren ursprüngliche Magmen durch partielles Aufschmelzen der archaischen tonalitisch-granodioritischen Kruste des Bundelkhand-Kratons entstanden sind. Diese Granite werden überwiegend den A-Typ Graniten zugeordnet. Dies deutet darauf hin, dass sie in einer extensionalen Umgebung im Zusammenhang mit der tektonischen Situation nach der Kollision entstanden sind. Altersangaben der Granitoide reichen von 1796 bis 1645 mya.
Die Endphase der Intrusionen setzte mit der Reaktivierung von Verwerfungen ein. Sie ist charakterisiert durch das Auftreten von Gabbros, Doleriten, Websteriten, Duniten, Karbonatiten, Baryten und Lamprophyren. Diese drangen in die beiden oberen Formationen ein und durchschlugen auch regional die Quarzadern. Diese Intrusionen bilden kleine kreisförmige bis elliptische Eruptivstöcke oder flächenförmige plutonitische Gesteinskörper mit relativ geringen Ausdehnungen, welche zudem zwischenzeitlich stark verwittert sind. Das Altersspektrum reicht von 1760 bis 1610 mya.

### Deformationen und Metamorphosen
Die ersten Deformationen und Metamorphosen erfolgten zwischen 2250 und 2050 mya während der Kollision der beiden o. g. indischen kratonischen Blöcke. Durch diese NS-Kompressionen entstanden überwiegend O-W bis ONO-WSW verlaufende Falten, die im Allgemeinen aufrecht und tief einfallend sind. Sie betreffen insbesondere die Chitrangi Formation und die Agori Formation. Die Parosi Formation zeigt hingehend ein stumpfes und relativ glattes Erscheinungsbild. Die metamorphosen Überprägungen dieser Formationen entstanden unter mittleren Druck- und Temperaturkonditionen und können überwiegend der Grünschiefer-Fazies zugeordnet werden. Weitere Deformationen und metamorphe Überprägungen ereigneten sich in Phasen und während der Platzierung der Intrusionen in den umgebenden Gesteinspakete unter geringen Drücken und verschiedenen Temperaturen infolge Kontaktmetamorphosen.
Der Mahakoshal Belt kann von seinem geologischen Aufbau und den metamorphen Überprägungseigenschaften als Grünsteingürtel charakterisiert werden.